# Friedrich von Bärensprung

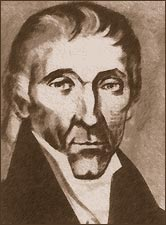
Friedrich von Baerensprung

Friedrich Wilhelm Leopold Baerensprung, seit 1790 von Baerensprung (* 20. August 1779 in Berlin; † 4. Juli 1841 ebenda) war ein deutscher Verwaltungsjurist in Preußen und 1832/34 Oberbürgermeister von Berlin.

## Leben
Baerensprung entstammte einer schon zu Beginn des 15. Jahrhunderts in Leipzig erwähnten Magistratenfamilie. Er war der Sohn von Johann Georg Wilhelm Baerensprung aus Salzwedel, Gutsherr auf Reichenberg in der Märkischen Schweiz, der als Königlich Preußischer Geheimer Finanzrat, Oberlandforstmeister und Chef des Forstdepartements im General-Ober-Finanz-Kriegs- und Domainen-Direktorium am 27. Januar 1790 in erblichen preußischen Adelsstand erhoben wurde, und von Juliana, geborene Mauve (1750–1833).

### Frühe Jahre
Nach dem Abschluss des Gymnasiums studierte Baerensprung an der Friedrich-Alexander-Universität Erlangen und der Georg-August-Universität Göttingen Rechtswissenschaft. Seit dem 30. April 1800 war er Mitglied bei der Studentenverbindung Berliner Gesellschaft in Erlangen. Er trat nach dem Studium in den preußischen Justizdienst und wechselte später in den Verwaltungsdienst. Er war unter anderem in der Generalverpflegungskommission und der Kriegsschuldenkommission sowie im Bereich der Gewerbesteuer tätig. Im Jahr 1812 kam es zum Streit mit Christian Friedrich Scharnweber. Nach einem Duell der Kontrahenten wurde Baerensprung zu sechs Monaten Festungshaft verurteilt. Eine von König Friedrich Wilhelm III. stattdessen angebotene Strafversetzung als Regierungsrat nach Gumbinnen in Preußisch Litauen lehnte er ab.

### Bürgermeister in Berlin
Nach der Ableistung seiner Strafe wurde Baerensprung von der Berliner Stadtverordnetenversammlung trotz Streits um seine Person 1814 zum Bürgermeister gewählt. Er war 18 Jahre Stellvertreter von Oberbürgermeister Johann Büsching. In dieser Zeit hat Baerensprung einige wichtige kommunale Entwicklungen auf den Weg gebracht. Dazu gehört die Einigung mit den umliegenden Kreisen Teltow und Niederbarnim über die Neugliederung des Gerichtswesens und die 1824 eingerichtete Berliner Gewerbeschule. Diese wurde Vorbild für die späteren preußischen Oberrealschulen.
Nach dem Rücktritt von Oberbürgermeister Büsching im Jahr 1831 gab es zahlreiche Bewerber um die Nachfolge, darunter auch Baerensprung. Erst in einem zweiten Wahlgang wurde er von der Stadtverordnetenversammlung mit 67 Stimmen gegen 21 Gegenstimmen gewählt. Seine kurze Amtszeit als war überschattet von dem Streit um sein Amtsverständnis. Während die bisherigen Oberbürgermeister sich im Magistrat von Berlin als primus inter pares betrachteten, bestand Baerensprung darauf, den Magistratsmitgliedern Anweisungen erteilen zu können. Notfalls wurden diese auch mit Hilfe der Disziplinargewalt durchgesetzt. Zur offenen Auseinandersetzung kam es, als ein internes Dokument zur Situation der Armenversorgung ohne Zustimmung des Oberbürgermeisters in der Stadt hundertfach vervielfältigt kursierte und Baerensprung vergeblich versuchte, den Verantwortlichen zu ermitteln. Nachdem er den für die Armendirektion zuständigen Stadtrat entlassen hatte, kam es zum offenen Kompetenzstreit zwischen Magistrat und Oberbürgermeister. Beide Seiten wandten sich an den preußischen Innenminister. Dieser bestätigte die Rechtsauffassung des Magistrats, forderte aber zugleich die Frage in einer neuen Geschäftsordnung zu klären. Baerensprung setzte ungeachtet des Ministervotums seine Konfliktstrategie fort. In einem erneuten Streit wegen Einquartierungsfragen von Soldaten 1833 sah Baerensprung wiederum sein Weisungsrecht bedroht und entschied im Alleingang. Daraufhin setzte der Magistrat Baerensprung als Vorsitzenden der zuständigen Einquartierungskommission ab. Nach hart geführten Auseinandersetzungen gab der König dem Magistrat Recht, gleichzeitig wurde jedoch angeordnet, in einer neuen Geschäftsordnung das Weisungsrecht des Oberbürgermeisters festschreiben zu lassen. Eine Einigung zwischen den Streitparteien konnte aber auch die königliche Intervention nicht herbeiführen.
Schließlich sah Baerensprung seine unhaltbare Stellung ein und trat zurück. Danach zog er sich aus dem politischen Leben zurück und äußerte sich nur noch anonym zu Fragen der Kommunalentwicklung. Ansonsten widmete er sich der Pflege geselliger Beziehungen. Er gehörte unter anderem seit 1814 der Gesetzlosen Gesellschaft zu Berlin an.

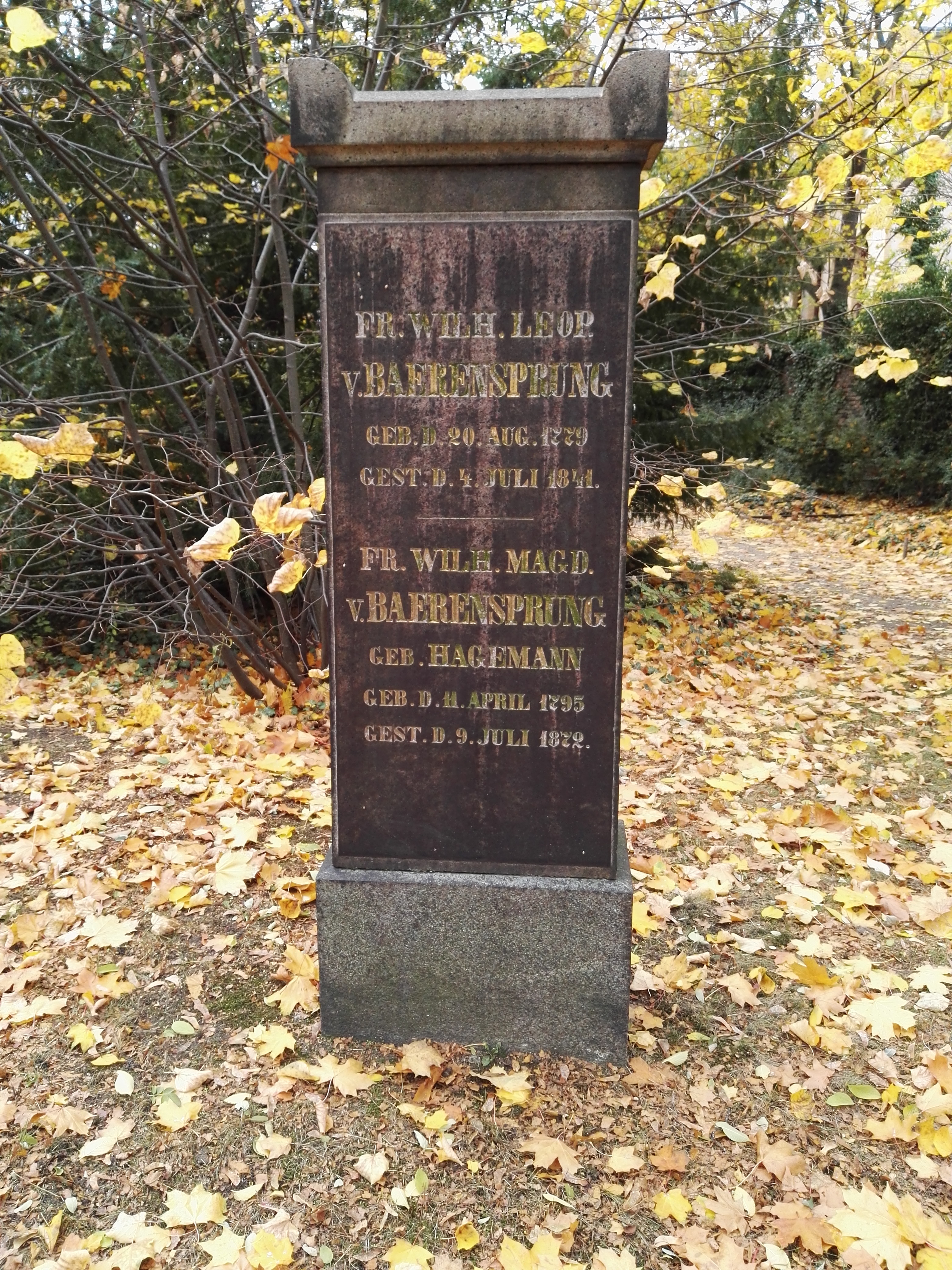
Grabstätte

Er ist auf dem Friedhof der Dorotheenstädtischen und Friedrichswerderschen Gemeinden in Berlin-Mitte bestattet.

## Familie
Baerensprung heiratete am 14. Februar 1816 in Berlin Friederike Magdalene von Hagemann (1795–1872). Aus dieser Ehe stammten:
- Edmund (1816–1868), preußischer Landrat, Polizeipräsident von Posen
- Sophie (1818–1883) ⚭ 1844 Dr. med. Moritz Nagel († 1871)
- Marianna (1819–1893) ⚭ 1844 Dr. phil. Richard Felix Marchand (1813–1850), Professor für Chemie
- Luise (1820–1825)
- Felix (1822–1864), Dermatologe ⚭ 1850 Maria Bluhme (1826–1907)
- Albert (1823–1903)[3] ⚭ 1875 Johanna Charlotte Auguste Elise von Keudel (1846–1880)[4]